# Akces
Akces (łac. accessus) – dawniej procedura stosowana podczas wyboru papieża na konklawe. Jeśli w pisemnym głosowaniu (scrutinium) żaden z kandydatów nie uzyskał wymaganej większości 2/3 (ewentualnie jeśli kardynałowie chcieli uczynić dokonany już wybór jednomyślnym), dopuszczano zmianę preferencji wyborczych przez głosujących kardynałów poprzez „przejście” (accessus) na innego kandydata, niż głosowali (najczęściej na tego, który uzyskał najwięcej głosów). Wyniki takiego kandydata ze scrutinium i akcesu się sumowało. Do XVII wieku akces przeprowadzano ustnie, poprzez publiczną deklarację kardynała „accedo domino Cardinali ....”, jednak w 1621 Grzegorz XV zarządził, że procedura akcesu także powinna być pisemna. 
Charakter tej procedury wiązał się z koniecznością podpisywania kartek do głosowania, tak, aby można było zweryfikować, czy elektor nie "przechodzi" na tego samego kandydata, na którego głosował podczas scrutinium.
Po raz ostatni do wyboru papieża przez akces doszło na konklawe 1878 przy wyborze Leona XIII. Papież Pius X w 1904 roku zakazał stosowania tej procedury. Również obecne regulacje zawarte w konstytucji Jana Pawła II "Universi Dominici Gregis" z 1996 roku nie przewidują jej stosowania, gdyż jest niemożliwa do pogodzenia z zasadą tajności głosowania.